# آیسلینگن (دیلینگن)
آیسلینگن (دیلینگن) (به آلمانی: Aislingen) یک شهر در آلمان است که در بایرن واقع شده‌است.

## خصوصیات
آیسلینگن ۱۹٫۳۵ کیلومترمربع مساحت دارد ۴۶۷ متر بالاتر از سطح دریا واقع شده‌است.